# Synagoga w Olsztynie
Synagoga w Olsztynie – synagoga w Olsztynie znajdująca się przy dawnej Liebstädterstrasse, późniejszej ulicy Grunwaldzkiej 5a. Stała w głębi działki, niedaleko cmentarza żydowskiego.

## Historia
11 maja 1873 roku przewodniczący gminy synagogalnej w Olsztynie wystąpił do władz rejencji olsztyńskiej o sprzedaż ogrodu zamkowego, który wówczas należał do urzędu podatkowego, pod budowę synagogi. 6 czerwca oznajmiono, że synagoga mogłaby częściowo zasłonić zamek i zaproponowano znalezienie nowej działki, która miałaby się znajdował pomiędzy Starym Miastem a dworcem kolejowym.
Zdecydowano się na parcelę przy ówczesnej Liebstädterstrasse, którą wykupiono od parafii ewangelickiej za 1500 marek. Około 1872 roku wytyczono na niej cmentarz oraz działkę, w głębi której w 1877 roku wzniesiono synagogę oraz budynek gminy.
Podczas nocy kryształowej z 9 na 10 listopada 1938 roku, bojówki hitlerowskie spaliły synagogę, której ruiny później rozebrano. Wkrótce na jej fundamentach władze niemieckie wzniosły budynek, który mieścił salę zebrań partyjnych NSDAP. Po zakończeniu wojny urządzono w nim salę gimnastyczną.
Po synagodze ocalał tylko mur oporowy skarpy od strony ulicy i schody z ulicy na skarpę. Zachowało się tylko jedno zdjęcie przedstawiające synagogę. Nie zachowały się żadne plany architektoniczne, ani przekazy ikonograficzne jej wnętrza.

## Architektura
Murowany i orientowany budynek synagogi wzniesiono w stylu mauretańskim. Była jedną z kolejnych replik synagogi Tempelgasse z Wiednia projektu Ludwiga Förstera. Posiadała trójczęściową fasadę o części środkowej wyższej. Boczne elewacje przedsionka przekryto dachem dwuspadowym, osłoniętym zrębatymi szczytami, a środkowy ryzalit nakryto attykowym zwieńczeniem zrębatym. W jego narożach znajdowały się kwadratowe wieżyczki, nakryte cebulastymi kopułkami z gwiazdami Dawida, zaś przy bocznych znajdowały się ośmiokątne.